# Tom Flanagan (football)
Thomas Michael Flanagan est un footballeur nord-irlandais né le 21 octobre 1991 à Hammersmith. Il évolue au poste en faveur du club de Colchester United.

## Carrière
Le 25 août 2015, il rejoint le club de Burton Albion.
Le 28 juin 2018, il rejoint Sunderland.
Le 23 juillet 2024, il rejoint Colchester United.

## Palmarès

### En club
- Finaliste de la EFL Trophy en 2019 avec Sunderland
- Vainqueur de la EFL Trophy en 2021 avec Sunderland